# پادوک وود
latitudeپادوک وودlongitudeپادوک وود
پادوک وود (به انگلیسی: Paddock Wood) یک منطقهٔ مسکونی در انگلستان است که در جنوب شرقی انگلستان واقع شده‌است.

## خصوصیات
پادوک وود ۸٬۲۶۳ نفر جمعیت دارد.